# 門羅鎮區 (阿肯色州塞維爾縣)
門羅鎮區（英語：Monroe Township）是位於美國阿肯色州塞維爾縣的一個行政鎮區。

## 地方資料
門羅鎮區的面積為129.66平方千米，當中陸地面積為128.42平方千米，而水域面積為1.24平方千米。根據2010年美國人口普查的數據，當地共有人口1275人，而人口密度為每平方千米9.83人。